# Ирод Антипа
Ирод Антипа (20 год до н. э. — после 39 года н. э.) — правитель Галилеи и Переи с 4 года до н. э. по 39 год н. э., сын царя Ирода Великого и одной из его жён, самаритянки Малтаки.
По завещанию Ирода Великого после его смерти Иудея была разделена между тремя его сыновьями: Архелаем, Филиппом и Антипой. При этом Архелай должен был наследовать царский титул, на который претендовал и Антипа. Однако римский император Август, который утверждал назначение, «предоставил Архелаю половину царства с титулом этнарха и обещанием возвести его в царский сан, как скоро он покажет себя этого достойным. Вторую половину он разделил на две тетрархии, которые предоставил двум другим сыновьям Ирода». Таким образом Антипа получил лишь более низкий титул тетрарха.
Связь Ирода Антипы с Иродиадой, женой его единокровного брата  Филиппа публично осуждалась Иоанном Крестителем, что послужило причиной заключения, а в дальнейшем и казни Иоанна. По Марку, Антипа был против казни Иоанна, «зная, что он муж праведный и святой» (Мк. 6:20), и согласился на неё лишь потому, что пообещал дочери Иродиады (вероятно Саломее) выполнить любое её желание. Однако, по Матфе́ю, Антипа и сам «хотел убить его, но боялся народа, потому что его почитали за пророка» (Мф. 14:5).
Лука — единственный из евангелистов, кто упоминает о встрече Ирода Антипы с Иисусом: Когда Иисус был задержан, Понтий Пилат, «узнав, что Он из области Иродовой, послал Его к Ироду, который в эти дни был также в Иерусалиме. Ирод, увидев Иисуса, очень обрадовался, ибо давно желал видеть Его, потому что много слышал о Нём, и надеялся увидеть от Него какое-нибудь чудо, и предлагал Ему многие вопросы, но Он ничего не отвечал ему. Первосвященники же и книжники стояли и обвиняли Его. Но Ирод со своими воинами, уничижив Его и насмеявшись над Ним, одел Его в светлую одежду и отослал обратно к Пилату» (Лк. 23:6-12). Лука пишет, что это привело к улучшению прежде враждебных отношении между Пилатом и Иродом и дало Пилату возможность заявить: «… и Ирод также, ибо я посылал Его к нему; и ничего не найдено в Нём достойного смерти; итак, наказав Его, отпущу».
Ирод Антипа сумел установить дружеские отношения с императором Тиберием и назвал в его честь свою новую столицу — Тивериаду. Однако следующий император, Калигула, благоволил племяннику Антипы, Ироду Агриппе. Калигула освободил Агриппу из тюрьмы, куда тот был помещен за пожелание Тиберию скорой смерти, и, присвоив ему царский титул, назначил его править тетрархией умершего Филиппа (Иосиф Флавий, «Иудейские древности» XVIII, гл. 6—7). Этого не могла стерпеть Иродиада, вынудив Антипу вопреки его собственному желанию, обратиться к Калигуле с просьбой о присвоении ему царского титула. Однако, когда Антипа отправился к императору, Агриппа послал Калигуле донос, обвинив Антипу в заговоре с парфянским царем Артабаном и в соучастии в заговоре Сеяна. В результате в 39 году н. э. Ирод Антипа был сослан в Лугдунум Конвенарум в Галлии (современный Сен-Бертран-де-Комменж). Тетрархия и имущество Антипы были переданы Агриппе. Иродиаде было предложено остаться под покровительством брата (Агриппы), но она предпочла отправиться в ссылку с мужем.
Согласно Флавию, Ирод Антипа умер в изгнании, хотя Дион Кассий упоминает, что он был убит.